# Marek Erhardt

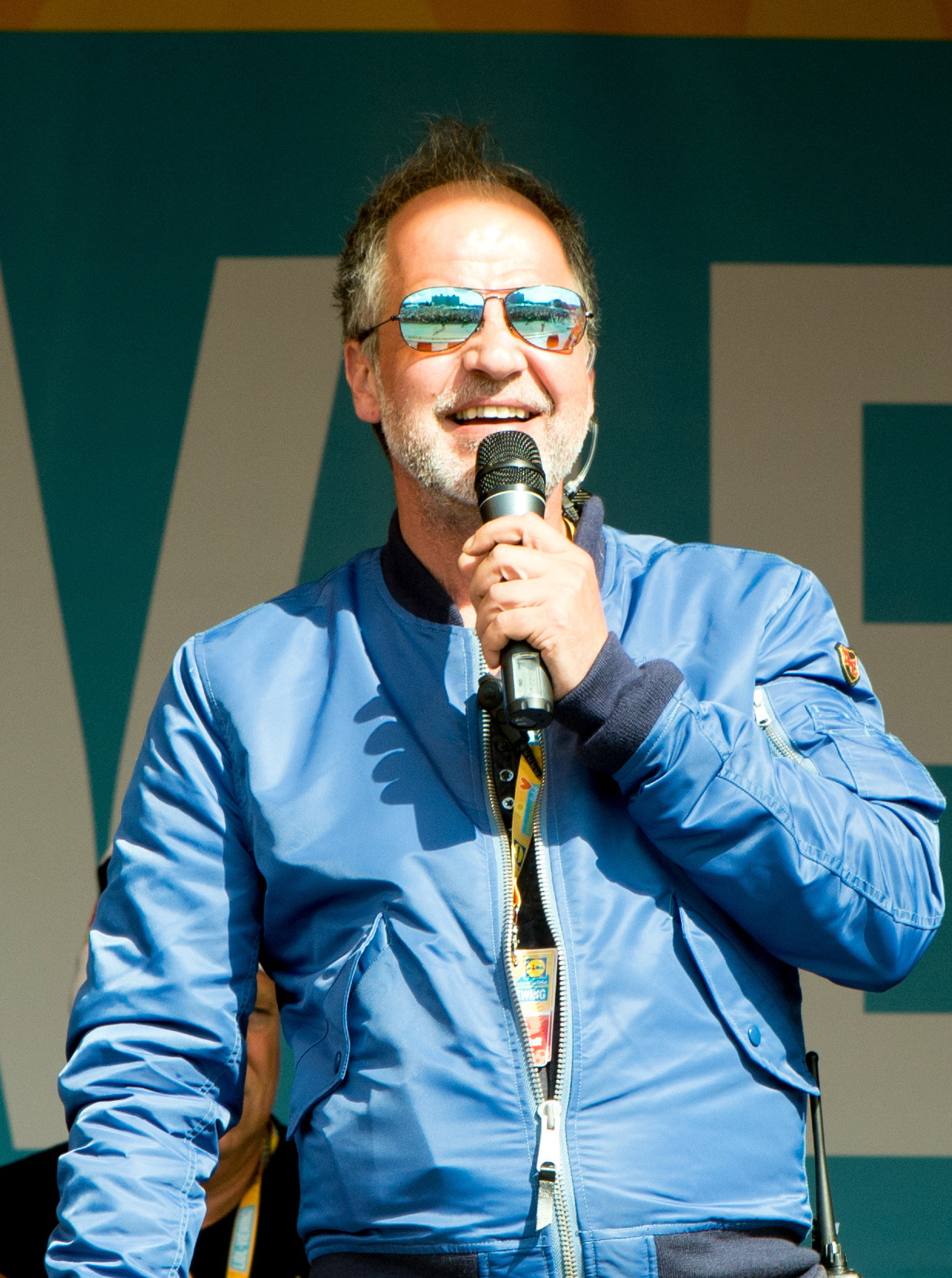
Marek Erhardt (2016)

Marek Erhardt (* 9. Mai 1969 in Hamburg) ist ein deutscher Schauspieler und Synchronsprecher.

## Biografie
Erhardt verließ 1990 drei Monate vor dem Abitur das Gymnasium und ging nach New York, wo er von 1991 bis 1993 Schauspielunterricht am Herbert Berghoff Studio nahm. Anfang der 90er-Jahre moderierte er mehrere Jahre bei OK Radio und Energy Hamburg.
Seinen Durchbruch schaffte Erhardt 1991, als er für acht Jahre eine Hauptrolle in der Fernsehserie Freunde fürs Leben hatte. In dieser Produktion des ZDF spielte Erhardt eine Sprechstundenhilfe in einer Gemeinschaftspraxis in Lübeck. Erhardt hatte zudem zahlreiche  Gastauftritte in der ARD-Vorabendserie Großstadtrevier und in der ZDF-Reihe Das Traumschiff. Von 2007 bis 2011 spielte er die Hauptrolle in der ZDF-Polizeiserie Da kommt Kalle als Oberkommissar Olli Kottke.
In den Bundesliga-Spielzeiten 2004/05 bis 2007/08 war Erhardt Stadionsprecher im Volksparkstadion beim Hamburger SV. 2007 moderierte Erhardt zusammen mit Stephan Lehmann, dem Stadionsprecher des FC Bayern München, das Prominenten-Duell Wir gegen die Bayern (NDR). Bis Sommer 2009 war Erhardt zusammen mit Martin Baum Arena-Moderator bei den Hamburg Freezers in der DEL.
2011 wurde er für vier Jahre in den Aufsichtsrat des Hamburger Sportverein gewählt. Im Februar 2014 legte er sein Mandat nieder.
Im Sommer 2011 spielte Erhardt in Bad Segeberg bei den 60. Karl-May-Festspielen die Titelrolle in Der Ölprinz.
Erhardt begleitete Zivilfahnder in Hamburg-Billstedt, um sich auf eine Rolle als ziviler Ermittler vorzubereiten. Daraufhin wollte er ein Buch über deren Arbeit schreiben. Daher begleitete er die Polizisten über zwei Jahre und veröffentlichte 2015 Undercover.
Erhardt ist die Werbestimme vieler großer Unternehmen. Außerdem ist er der Sänger des deutschen DJ-Projektes „Nightwatchers“.
Er besitzt die Pilotenlizenz PPL-A. Er engagiert sich ehrenamtlich als Pate des deutschen Kinderpreises von World Vision Deutschland.
Seit 2010 moderiert er regelmäßig das seit 2008 jährlich im Stadion Hoheluft in Hamburg stattfindende Benefiz-Spiel Kicken mit Herz gegen die Ärztemannschaft des UKE, die Placebo Kickers Hamburg. Des Weiteren war er die Off-Stimme der Quizsendung Der Quiz-Champion. Ihm folgte Mark Bremer.
Von 2018 bis 2024 spielte er den Hauptkommissar Oskar Schütz in der Serie SOKO Hamburg. Seine Tochter Marla spielte in zwei Serien, „SOKO Hamburg“ und „Da kommt Kalle“, an seiner Seite. In SOKO Hamburg spielte sie seine Serien-Tochter.
2020 trat er in der Gameshow Hätten Sie’s gewusst? als Experte zum Thema Heinz Erhardt an.

### Familie
Erhardt ist der Sohn des Regisseurs Gero Erhardt und Enkel von Heinz Erhardt. Er ist verheiratet und hat zwei Töchter.
Erhardt und seine Frau gaben 2020 ihre Trennung bekannt.

## Ehrungen
- Die FIFA wählte ihn bei der Fußball-Weltmeisterschaft 2006 in Deutschland als Stadionsprecher für das Endspiel aus.[10]

## Schauspiel (Auswahl)

### Fernsehen
- 1990: Der Landarzt (2 Folgen)
  - Das Angebot
  - Ein Fremder im Haus
- 1991: Unsere Hagenbecks – Freud' und Leid
- 1991: Himmelsschlüssel
- 1991: Großstadtrevier – Prinz von Theben
- 1991: Die Männer vom K3 – Narkose fürs Jenseits
- 1991–1999: Freunde fürs Leben (53 Folgen)
- 1992: Großstadtrevier – Lebensretter
- 1993: Der rote Vogel
- 1993: Sylter Geschichten
- 1994: Briefgeheimnis
- 1994: Die Männer vom K3 – Ende eines Schürzenjägers
- 1995: Peter Strohm – Die Gräfin
- 1996: Klinik unter Palmen (3 Folgen)
  - Zurück ins Leben
  - Höhere Gewalt
  - Der Wunderheiler
- 1997: Großstadtrevier – Plattgemacht
- 1997: Das Traumschiff – St. Lucia
- 1997: Die Männer vom K3 – Zu viele Verdächtige
- 1998: Ich schenk dir meinen Mann
- 1998: Die Kinder vom Alstertal – Ein Schiff nach Fernost
- 1998: Großstadtrevier – Papilein
- 1999: Die Geiseln von Costa Rica
- 1999: Das Traumschiff – Namibia
- 2000: Im Herzen der Fremde
- 2000: Forsthaus Falkenau – Heimische Hölzer
- 2000: Das Traumschiff – Seychellen
- 2001: Unser Charly – Charly im Wilden Westen
- 2001: Bronski & Bernstein – Friesen-Kavalier
- 2001: 1000 Meilen für die Liebe
- 2001: Die fabelhaften Schwestern
- 2002: Forsthaus Falkenau – Heimische Hölzer
- 2002: Sag einfach ja
- 2003: Adelheid und ihre Mörder – Tomatensoße des Grauens
- 2003: Großstadtrevier – Der große Knall
- 2003: Der Alte – Todfeinde
- 2004: Eine zweimalige Frau
- 2004: Siska – Auf den Tod ist Verlass
- 2005: Inga Lindström – Mittsommerliebe
- 2005: Bernds Hexe – Heimlich im Hotel
- 2005: Adelheid und ihre Mörder – Heiße Ware
- 2005: Der Ferienarzt … in der Provence
- 2006: Das Traumschiff – Botswana
- 2006: Die Wache – Schatten der Vergangenheit
- 2006: Die schönste Reise meines Lebens
- 2006: Der Ferienarzt … im Tessin
- 2007–2011: Da kommt Kalle (44 Folgen)
- 2007: Kreuzfahrt ins Glück – Hochzeitsreise nach Neuseeland
- 2007: Küstenwache – Endstation Ostsee
- 2007: Der Landarzt – Familienfragen
- 2008: Das Traumschiff – Vietnam
- 2009: Großstadtrevier – Echt falsch
- 2009: Rosamunde Pilcher – Liebe gegen den Rest der Welt
- 2010: Der Kriminalist – Schatten der Vergangenheit
- 2010: Tatort – Im Netz der Lügen
- 2011: Ein Schatz fürs Leben – Abenteuer in Panama
- 2012: Ein Fall für Zwei – Frankfurt Superstar
- 2013: Einsatz in Hamburg – Mord an Bord
- 2013: Das Traumschiff – Malaysia
- 2014: Katie Fforde – An deiner Seite
- 2015: Tod eines Mädchens – Teil 1
- 2015: Deichbullen (Miniserie, 3 Folgen)
- 2015: Katie Fforde – Das Weihnachtswunder von New York
- 2016: Katie Fforde – Warum hab ich ja gesagt?
- 2017: Morden im Norden – Kinder des Lichts
- 2017: Das Traumschiff – Uruguay
- 2017: Tod eines Mädchens – Teil 2
- 2017: SOKO Stuttgart
- 2017: Bad Cop – kriminell gut – ZZizzi
- 2017, 2022: Nord Nord Mord (Filmreihe, zwei Folgen)
- 2018–2024: SOKO Hamburg
- 2020: Die Kanzlei – Wieder vereint
- 2021: Tödliche Gier (Fernsehfilm)
- 2022: Bettys Diagnose – Von Fischen und Elefanten
- 2022: Das Traumschiff – Coco Island
- 2025: Lillys Verschwinden (Fernsehfilm)

### Kino
- 1998: Der Schöpf
- 2002: Der kleine Tannenbaum
- 2007: Der Sandmann
- 2015: Star Wurst – Möge das Herz bei Euch sein

### Theater
- 1990–1991: Romeo und Julia am Schauspielhaus Hamburg
- 1992: Viel Lärm um nichts, Theatertournee
- 1999: Oh, diese Männer, Theatertournee
- 2011: Der Ölprinz, Karl-May-Spiele Bad Segeberg

## Synchronisation (Auswahl)
- Für Benicio Del Toro (The Way of the Gun)
- Für Johnny Depp in The Brave
- 1989: Für David Spade in Baywatch – Die Rettungsschwimmer von Malibu als B.J. (Fernsehserie)
- 1993: Für Seth Green in C2 – Killerinsect als Tyler Burns
- 1993: Für Katsuji Mori in Mila Superstar als Tsutomu Ichinose (Fernsehserie)
- 2004–2012: Für James Denton in Desperate Housewives als Mike Delfino (Fernsehserie)
- 2008–2010: Für Phil Vischer in VeggieTales als Bob Tomate
- 2012: Für Michael Madsen in Dishonored: Die Maske des Zorns als Daud (Videospiel)
- 2014: Für James Denton in Am Rande des Hurrikans als Carter McConnell

## Hörspiele
- 2010: Die drei ??? Kids – Im Reich der Rätsel als Stanley McMurdock (Buch und Regie: Ulf Blanck)
- 2019: Die drei ??? – Das weiße Grab als Trevor Tompson (Regie und Produktion: Heikedine Körting)